# Pirikan
Pirikan is een bestuurslaag in het regentschap Magelang van de provincie Midden-Java, Indonesië. Pirikan telt 3250 inwoners (volkstelling 2010).